# VDSL
VDSL (на английски: Very high speed Digital Subscriber Line – много високоскоростна цифрова абонатна линия) и VDSL2 са технологии за цифрова абонатна линия (DSL), осигуряващи предаване на данни по-бързо от по-ранните стандарти за асиметрична цифрова абонатна линия (ADSL) G.992.1, G.992.3 (ADSL2) и G.992.5 (ADSL2+).
VDSL предлага скорости до 52 Mbit/s за сваляне и 16 Mbit/s за качване, през съществуващите телефонни кабели (медни проводници тип усукана двойка), използвайки честотната лента от 25 kHz до 12 MHz. Тези скорости означават, че VDSL е в състояние да поддържа приложения като телевизия с висока разделителна способност, както и телефонни услуги (Интернет телефония) и общ достъп до Интернет през една връзка. VDSL се разполага върху съществуващо окабеляване, използвано за аналогова телефонна услуга и по-нискоскоростни DSL връзки. Този стандарт е одобрен от Международен съюз по далекосъобщения (ITU) през ноември 2001 г.
Системите от второ поколение (VDSL2; ITU-T G.993.2 одобрен през февруари 2006 г.) използват честоти до 30 MHz за осигуряване на скорости за данни над 100 Mbit/s едновременно в посоки нагоре и надолу по веригата. Максимално достижимата скорост се постига при обхват от около 300 m; производителността се влошава с увеличаване на разстоянието.
В България внедряването на VDSL започва от ноември 2017 г. като естествено продължение на ADSL, и до края на 2019 г. процесът по надграждане е финализиран в цялата страна. Надграждането дава възможност на голям брой потребители да ползват интернет услуги със значително по-висока скорост от преди, както и с по-ниско закъснение. Миграцията към VDSL се случва изключително лесно поради наличието на добре поддържаните кабелни трасета в България, както и нуждата от смяна само на крайното устройство (модема) на клиента. Достъпът до интернет и IPTV посредством VDSL засега се предлага единствено от БТК ЕАД (Vivacom).